# 聲援巴勒斯坦人民國際日

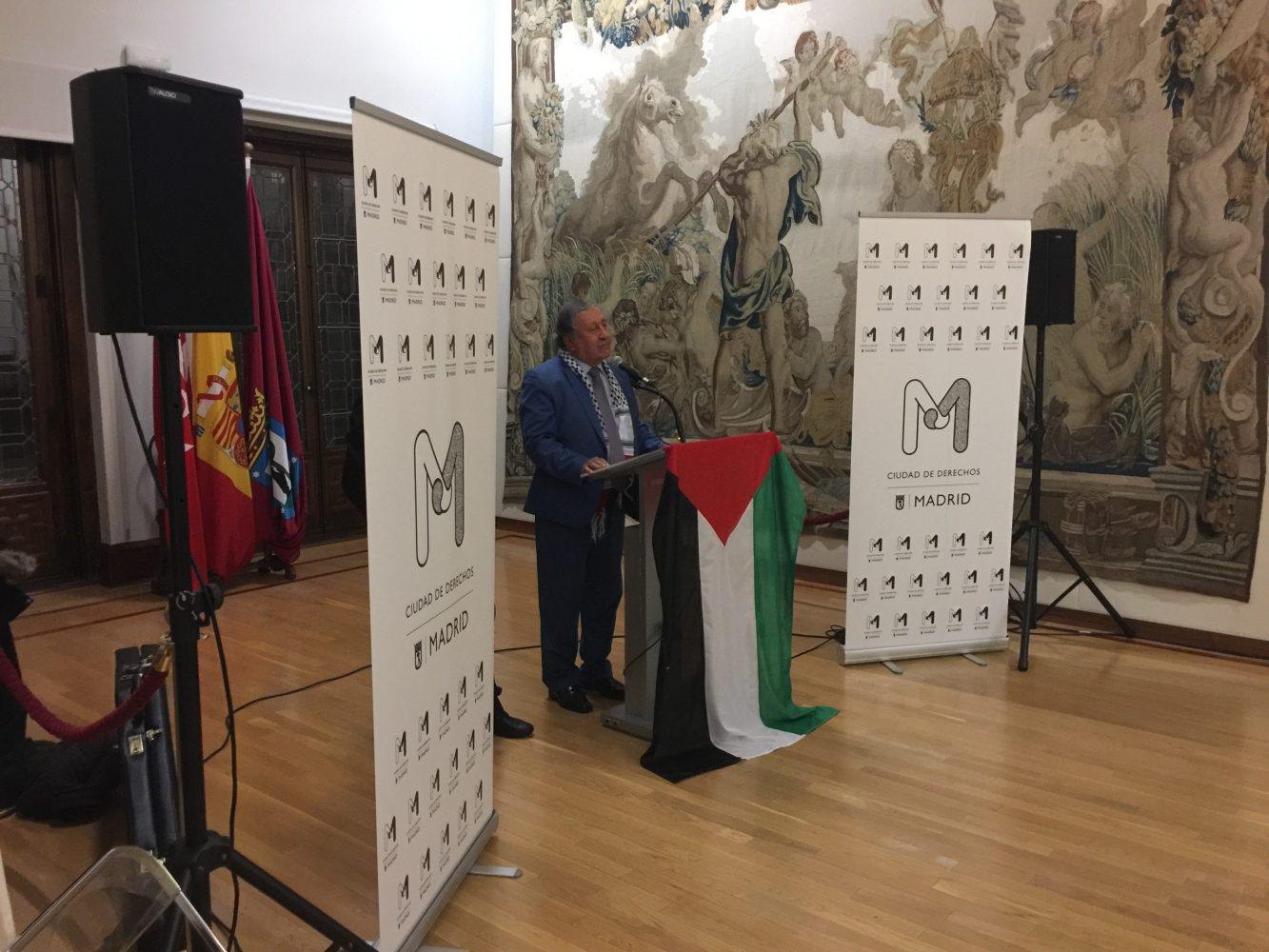
2017年在馬德里舉行的聲援巴勒斯坦人民國際日慶祝活動。照片中為巴勒斯坦駐西班牙大使穆薩·阿米爾·奧德（Musa Amer Odeh）。

聲援巴勒斯坦人民國際日（英語：International Day of Solidarity with the Palestinian People）是聯合國組織的一項紀念活動。活動在紐約的聯合國總部以及聯合國日內瓦、維也納和奈洛比辦事處舉行。一般在每年11月29日舉行，以紀念第181號決議，該決議主張將巴勒斯坦地區分為猶太人國家（以色列）及阿拉伯人國家（巴勒斯坦）。2003年，該活動在12月1日舉行。
1977年12月2日，聯合國大會第32/40 B號決議規定每年的紀念活動從1978年開始。該決議還提議設立《巴勒斯坦問題的起源和演變》的研究。
1979年12月12，聯合國大會第34/65 D號決議要求發行紀念郵票。
特別紀念活動是由聯合國秘書處巴勒斯坦人民權利司與聯合國巴勒斯坦人民行使不可剝奪權利委員會協商後組織的。
2005年，聯合國的活動包括一張顯示整個以色列被巴勒斯坦所取代的地圖，秘書長科菲·安南和其他聯合國高級官員出席了這次活動。
聯合國秘書長安東尼奧·古特雷斯在2021年紀念這一天時，在推特上說：「巴勒斯坦被佔領土上的局勢仍然是對國際和平與安全的挑戰。」